# Simbologia astronòmica
La simbologia astronòmica usa símbols per a representar diversos objectes celestes, construccions teòriques i esdeveniments observats en astronomia. Les primeres formes d'aquests símbols varen aparèixer en papirs grecs, i aquesta invenció va ser més tard preservada, continuada i estesa pels còdexs romans d'Orient. Més endavant nous símbols van haver de ser inventats entre els segles xviii i xx per representar els aleshores acabats de descobrir planetes i planetes nans.
Tots aquests símbols varen ser habitualment emprats pels astrònoms tant professionals com aficionats, així com per astròlegs, i encara hui són habitualment usats en almanacs astronòmics i publicacions astrològiques, tot i que la seua aparició en textos de recerca astronòmica és relativament poc freqüent, amb algunes excepcions com ara els símbols de la Terra i el Sol apareixent en constants astronòmiques, i certs símbols zodiacals que es fan servir per representar equinoccis i solsticis.
Unicode ha assignat formalment codis numèrics a molts dels símbols, principalment a Miscellaneous Symbols Block (2600-26FF) i Miscellaneous Symbols and Pictographs Block (1F300-1F5FF).

## Símbols per al Sol i la Lluna

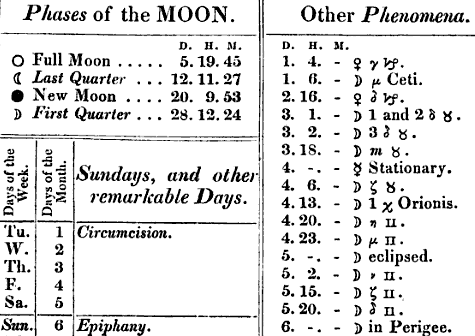
Aquest extracte de l'Almanac Nàutic Nord-americà de 1833 demostra l'ús de símbols astronòmics, inclosos símbols per a les fases de la Lluna, els Planetes i les Constel·lacions del zodíac.

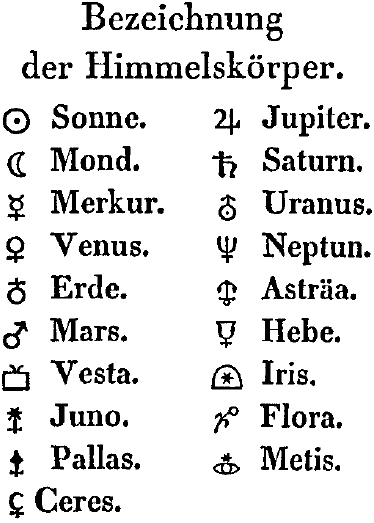
“Noms dels cossos celestes” a un almanac alemany imprès el 1850

L'ús de símbols astronòmics per a Sol i Lluna data de molt antic, sent la forma dels representats als papirs grecs un cercle amb un raig per al Sol (), i creixent per a la Lluna. El símbol solar modern d'un cercle amb un punt en mig (☉) va aparèixer per primera vegada a l'Europa de la Renaixença, tot i que un símbol semblant era també la representació antiga dels xinesos per al Sol, el qual finalment va donar lloc a la representació definitiva moderna 日. Aquests símbols són també coneguts per ser utilitzats en textos alquímics, on el Sol representava l'or, la Lluna l'argent, etc.
A l'ús acadèmic modern, el símbol del Sol és usat a les constants astronòmiques relacionades amb ell, La lluminositat, massa i radi de les estrelles sovint es representen en funció de les respectives constants solars com a unitats de mesura.
| Sol            | Sol                  | Sol                  | Sol            | Sol                      |
| Nom            | Símbol               | Unicode codi         | Unicode imatge | Representació            |
| -------------- | -------------------- | -------------------- | -------------- | ------------------------ |
| Sol            | [ 9 ] [ 10 ] [ 11 ]  | U+2609 (dec 9737)    | ☉              | Sol                      |
| Sol            | [ 2 ]                | U+1F71A (dec 128794) | 🜚              | Símbol solar amb un raig |
| Sol            | [ 12 ] [ 13 ]        | U+1F31E (dec 127774) | 🌞             | Sol amb cara             |
| Lluna          |                      |                      |                |                          |
| Nom            | Símbol               | Unicode codi         | Unicode imatge | Representació            |
| Quart creixent | [ 14 ] [ 15 ] [ 16 ] | U+263D (dec 9789)    | ☽              | Quart creixent           |
| Quart creixent | [ 12 ] [ 17 ] [ 18 ] | U+1F31B (dec 127771) | 🌛             | Quart creixent           |
| Lluna plena    | [ 15 ] [ 16 ]        | U+1F315 (dec 127765) | 🌕             | Lluna plena              |
| Lluna plena    | [ 12 ] [ 17 ] [ 18 ] | U+1F31D (dec 127773) | 🌝             | Lluna plena              |
| Quart minvant  | [ 15 ] [ 16 ]        | U+263E (dec 9790)    | ☾              | Quart minvant            |
| Quart minvant  | [ 12 ] [ 17 ] [ 18 ] | U+1F31C (dec 127772) | 🌜             | Quart minvant            |
| Lluna nova     | [ 15 ] [ 16 ]        | U+1F311 (dec 127761) | 🌑             | Lluna nova               |
| Lluna nova     | [ 12 ] [ 17 ] [ 18 ] | U+1F31A (dec 127770) | 🌚             | Lluna nova               |

| Constants solars           | Constants solars | Constants solars                  |
| Constant                   | Símbol           | Valor                             |
| -------------------------- | ---------------- | --------------------------------- |
| Lluminositat solar         | L☉               | 3.839×1026 W, or 3.839×1033 erg/s |
| Massa solar                | M☉               | 1.98892×1030 kg                   |
| Radi solar                 | R☉               | 6.955×108 m                       |
| Temperatura solar efectiva | Teff☉            | 5777 K                            |

## Símbols per als planetes
Els símbols per als planetes clàssics varen aparèixer en els còdexs medievals romans d'Orient, aquestes primerenques enciclopèdies van preservar també molts horòscops antics. Els símbols descrits per Mercuri, Venus, Júpiter i Saturn han estat gairebé sempre dibuixats segons els papirs grecs. Els símbols per a Júpiter i Saturn han estat identificats com a monogrames dels noms grecs corresponents. D'acord amb A. S. D. Maunder, els antecedents dels símbols astronòmics es troben en l'art on representaven els deu associats als planetes clàssics; el planisferi de Bianchini' del S II, mostra les personificacions gregues dels deu planetes carregats amb les versions primerenques dels símbols planetaris: Mercuri té un caduceu (vara amb dues ales a dalt i dues serps enroscades); Venus té, subjecte al seu penjoll, una corda connectada a un altre penjoll; Mart, una llança; Júpiter, una vara; Saturn, una dalla; el Sol, una diadema irradiant raigs; i la Lluna, un mocador de cap amb una mitja Lluna subjecta.
Un diagrama al “Compendi d'astrologia” del s. XII de Johannes Kamateros, mostra el Sol representat per un cercle amb un llamp, Júpiter amb la lletra zeta (inicial de Zeus, homòleg de Júpiter a la mitologia grega), Mart per un escut creuat amb una llança, i la resta de planetes clàssics amb símbols semblants als actuals, sense la marca de la creu vista en les versions actuals dels símbols. Aquestes marques de creu apareixen per primera vegada al voltant del s. XVI, d'acord amb Maunder “l'afegit de les creus va ser un intent de donar un to de cristiandat als antics deus pagans”."
El símbol per Urà va ser creat molt poc després que fos descobert. Un símbol, Urà, inventat per J. G. Köhler i refinat per Bode, què va ser destinat també a representar el recentment descobert metall platí, ja que d'ençà que va ser trobat el platí (col·loquialment anomenat or blanc) pels químics barrejat amb ferro, el seu símbol astronòmic va combinar també els símbols alquímics del ferro, ♂, i l'or, ☉. Aquest símbol també combina els símbols de Mart (♂) i el Sol (☉), perquè a la mitologia romana Uranos representava el cel i aquest símbol unia el poder de la llança de Mart amb el Sol.
Un altre símbol, Urà, va ser proposat per Lalande el 1784. A una carta dirigida a William Herschel, Lalande el descrivia com "un globe surmonté par la première lettre de votre nom" (un globus superat per la primera lletra del vostre nom).
Diversos símbols van ser proposats per a Neptú per acompanyar els noms suggerits per al planeta. Reclamant el dret d'anomenar el descobriment, Urbain Le Verrier va proposar originàriament el nom de “Neptú” i el símbol del trident, tot i que es va anunciar falsament que havia sigut oficialment aprovat pel Bureau des Longitudes. En octubre, ell intentava anomenar al planeta Leverrier, com ell mateix, i en aquest intent va tenir el lleial suport del director de l'observatori, François Arago, el qual va proposar un nou símbol pel planeta (). De qualsevol manera, aquest suggeriment va tenir una ferma resistència fora de França. Els almanacs francesos es varen afanyar a introduir el nom Herschel per Urà, ja que el va descobrir Sir William Herschel, i Leverrier per al nou planeta. El professor James Pillans de la Universitat d'Edinburg defensava el nom Janus per al nou planeta, i proposava com a símbol una clau. Mentrestant, Struve varen presentar el nom Neptú el 29 de desembre de 1846, a l'Acadèmia Russa de Ciències. En agost de 1847, l'oficina de longituds va anunciar la seua decisió, per seguir fent prevaler la pràctica astronòmica, d'adoptar l'opció de Neptú, amb l'abstenció d'Arago.
La Unió Astronòmica Internacional desaconsella l'ús d'aquests símbols en articles científics, tot i que en certs casos si poden ser usats com a les capçaleres de taules, per exemple.
| Planetes | Planetes        | Planetes             | Planetes             | Planetes       | Planetes |
| Nom      | IAU abreviatura | Símbol               | Unicode codi         | Unicode imatge | Representació |
| -------- | --------------- | -------------------- | -------------------- | -------------- | --- |
| Mercuri  | Me              | [ 9 ] [ 10 ] [ 42 ]  | U+263F (dec 9791)    | ☿              | Casc alat de Mercuri i caduceu, or the caduceus alone                                                                |
| Venus    | V               | [ 9 ] [ 10 ] [ 42 ]  | U+2640 (dec 9792)    | ♀              | Espill de mà de Venus'                                                                                               |
| Terra    | E               | [ 10 ] [ 14 ] [ 15 ] | U+2641 (dec 9793)    | ♁              | Globus cruciger, o el símbol de Venus invertit més popular als contextos no-geocèntrics                              |
| Terra    | E               | [ 9 ] [ 10 ] [ 42 ]  | U+1F728 (dec 128808) | ⴲ              | Globus amb equador i un meridià                                                                                      |
| Mart     | Ma              | [ 9 ] [ 10 ] [ 42 ]  | U+2642 (dec 9794)    | ♂              | Escut i llança de Mart                                                                                               |
| Júpiter  | J               | [ 9 ] [ 10 ] [ 42 ]  | U+2643 (dec 9795)    | ♃              | Llamp de Júpiter, una àguila, la lletra zeta o Z per Zeus, el deu anàleg grec per a Júpiter                          |
| Saturn   | S               | [ 9 ] [ 10 ] [ 42 ]  | U+2644 (dec 9796)    | ♄              | Falç o dalla de Saturn                                                                                               |
| Urà      | U               | [ 30 ] [ 31 ]        | U+26E2 (dec 9954)    | ⛢              | Platí |
| Urà      | U               | [ 15 ] [ 16 ] [ 42 ] | U+2645 (dec 9797)    | ♅              | Globus coronat per la lletra H (en honor de Sir Herschel), més comú en la literatura antiga britànica                |
| Neptú    | N               | [ 9 ] [ 10 ] [ 16 ]  | U+2646 (dec 9798)    | ♆              | Trident de Neptú |
| Neptú    | N               | [ 37 ] [ 42 ]        | U+2BC9               | ⯉              | Globus coronat per les lletres "L" i "V" (per Le Verrier), més comú en l'antiga literatura (i especialment francesa) |

## Símbols pels asteroides i planetes nans
Seguint el descobriment de Ceres per Giuseppe Piazzi, un grup d'astrònoms varen ratificar el nom que el mateix Piazzi havia proposat. Al mateix temps, la falç va ser l'elegida com a símbol del planeta nan.
El símbol de (2) Pal·les, la llança de Pal·les Atenea, va ser inventat pel baró Franz Xaver von Zach, i presentat al seu Monatliche correspondenz zur beförderung der erd- und himmels-kunde.
En una carta a Von Zach, el descobridor de Pal·les, Heinrich Wilhelm Matthäus Olbers (qui ja havia anomenat el recentment descobert asteroide), expressava la seua aprovació al proposat símbol, però desitjava que l'empunyadura de la llança de Ceres fos adornada amb un pom en compte d'una barra fixa, per diferenciar-lo millor del símbol de Venus.
Karl Ludwig Harding va crear el símbol de 3 Juno, com a descobridor de l'asteroide a més a més va proposar el nom Juno, i l'esmentat símbol consistent en un ceptre coronat per un estel.
El símbol de 4 Vesta va ser inventat pel matemàtic alemany Carl Friedrich Gauss. El Dr. Olbers, ja havia descobert i anomenat prèviament (2) Pal·les va cedir a Gauss l'honor d'anomenar-lo. Gauss va decidir anomenar el nou asteroide com la deessa Vesta, i també el seu símbol ⚶ (): l'altar de la deessa, amb el foc sagrat cremant a ell. Altres escriptors contemporanis empraven en canvi un símbol més elaborat (.
Els següents dos asteroides, (5) Astrea i (6) Hebe, van ser tots dos descoberts per Karl Ludwig Hencke. Hencke va sol·licitar que el símbol per Astrea fos una àncora del revés; de qualsevol forma, un parell de plats de balança va ser usat també en lloc d'aquest altar. Gauss va anomenar també Hebe per sol·licitud de Hencke, i va triar una copa de vi com a símbol.
A mesura que més asteroides van anar sent descoberts els astrònoms van seguir assignant-los noms, així doncs 7 Iris va rebre un arc de sant Martí amb una estrella com a símbol; 8 Flora, una flor; 9 Metis, un ull amb estrella; (10) Higiea, una serp dreta amb una estrella sobre el cap; (11) Partènope, un peix dret amb una estrella; (12) Victòria, una estrella amb una branca de llorer dalt; (13) Egèria, un escut; 14 Irene, un colom portant una branca d'olivera i amb una estrella sobre el cap; (15) Eunòmia, un cor coronat per una estrella; (16) Psique, una ala de papallona amb una estrella; (17) Tetis, un dofí amb una estrella; (18) Melpòmene, una daga sobre una estrella; i 19 Fortuna, una estrella sobre una roda de la fortuna.
Johann Franz Encke va fer un canvi gran al Berliner Astronomisches Jahrbuch (BAJ, Berlin Astronomical Yearbook) l'any 1854, tot i ser publicat el 1851. Va introduir noms encerclats per compte de símbols, encara que la numeració començava amb Astrea i els quatre primers asteroides continuaven representant-se amb els seus símbols tradicionals. Aquesta innovació va ser adoptada per la comunitat astronòmica ràpidament, i l'any següent (1852) Astrea va ser substituït pel número 5, i Ceres, Vesta no van ser llistats per número fins a l'edició de 1867. Més tard els cercles van esdevenir un parell de parèntesis, els quals es començaren a ometre al llarg de les següents dècades.
Uns quants asteroides en ser descoberts varen rebre símbols dels seus descobridors després que la pràctica dels parèntesis s'estengués, 26 Proserpina, 28 Bellona, 35 Leukothea, i 37 Fides, tots ells descoberts per R. Luther varen rebre respectivament: una magrana amb una estrella dins, un fuet i llança, un antic fanal, i una creu. A 29 Amphitrite, descobert per Albert Marth, li va ser assignada una clòtxina com a símbol.
El nom i símbol de Plutó foren anunciats pels descobridors l'1 de maig de 1930.
El símbol, un monograma de les lletres PL, podia ser interpretat com a Plutó o com les inicials de Percival Lowell, l'astrònom iniciador de la recerca d'aquest cos més enllà de Neptú a l'Observatori Lowell.
| Nom            | Símbol               | Unicode codi         | Unicode imatge | Representació                                                                                         |
| -------------- | -------------------- | -------------------- | -------------- | --- |
| 1 Ceres        | [ 11 ] [ 15 ] [ 42 ] | U+26B3 (dec 9907)    | ⚳              | Falç amb mànec baix; la falç amb mànec dalt és el símbol de Saturn                                    |
| (2) Pal·les    | [ 45 ]               | U+26B4 (dec 9908)    | ⚴              | Una llança                                                                                            |
| 3 Juno         | [ 46 ] [ 71 ]        | U+26B5 (dec 9909)    | ⚵              | Ceptre coronat per estrella                                                                           |
| 3 Juno         | [ 42 ] [ 72 ]        |                      |                | Ceptre coronat per estrella                                                                           |
| 4 Vesta        | [ 47 ]               | U+26B6 (dec 9910)    | ⚶              | Un altar amb foc sagrat                                                                               |
| 4 Vesta        | [ 11 ] [ 52 ] [ 72 ] |                      |                | Un altar amb foc sagrat                                                                               |
| (5) Astrea     | [ 51 ] [ 52 ]        |                      |                | Una àncora                                                                                            |
| (5) Astrea     | [ 73 ]               |                      |                | Un parell de plats de balança                                                                         |
| 6 Hebe         | [ 53 ] [ 74 ] [ 75 ] |                      |                | Una copa de vi                                                                                        |
| 6 Hebe         | [ 11 ] [ 42 ] [ 52 ] | U+1F377 (dec 127863) | 🍷             | Una copa de vi                                                                                        |
| 7 Iris         | [ 11 ] [ 42 ]        |                      |                | Arc de sant Martí amb estrella dins                                                                   |
| 8 Flora        | [ 11 ] [ 52 ]        | U+2698 (dec 9880)    | ⚘              | Una flor                                                                                              |
| 9 Metis        | [ 11 ] [ 42 ] [ 52 ] |                      |                | Un ull amb una estrella damunt                                                                        |
| 10 Higiea      | [ 57 ] [ 64 ]        |                      |                | Una serp amb estrella                                                                                 |
| 10 Higiea      | [ 11 ] [ 52 ]        | U+2695 (dec 9877)    | ⚕              | Vara d'Asclepius                                                                                      |
| 11 Partènope   | [ 11 ] [ 57 ]        |                      |                | Un peix amb estrella                                                                                  |
| 11 Partènope   | [ 73 ]               |                      |                | Una arpa                                                                                              |
| 12 Victòria    | [ 11 ] [ 52 ]        |                      |                | Estrella amb branca de llorer                                                                         |
| 13 Egèria      | [ 64 ]               |                      |                | Escut                                                                                                 |
| 14 Irene       | (14) Irene           |                      |                | |
| 15 Eunomia     | [ 11 ] [ 52 ]        |                      |                | Cor amb estrella dalt                                                                                 |
| (16) Psique    | [ 64 ]               |                      |                | Ala de papallona amb estrella                                                                         |
| (17) Tetis     | [ 63 ]               |                      |                | Dofí amb estrella                                                                                     |
| (18) Melpòmene | [ 64 ]               |                      |                | Daga sobre estrella                                                                                   |
| 19 Fortuna     | [ 64 ]               |                      |                | Estrella sobre roda                                                                                   |
| 26 Proserpina  | [ 65 ]               |                      |                | Magrana amb estrella dins                                                                             |
| 28 Bellona     | [ 66 ]               |                      |                | Fuet i llança de Bellona                                                                              |
| 29 Amphitrite  | [ 76 ]               |                      |                | Escut                                                                                                 |
| 35 Leukothea   | [ 67 ]               |                      |                | Fanal antic                                                                                           |
| 37 Fides       | [ 68 ]               |                      |                | Creu llatina amb cantons arredonits                                                                   |
| 134340 Pluto   | [ 9 ] [ 10 ]         | U+2647 (dec 9799)    | ♇              | Monograma PL                                                                                          |
| 134340 Pluto   | [ 77 ]               | U+2BD3               | ⯓              | Modificació del símbol astrològic de Neptú, amb un cercle per compte de la punxa central del trident. |

## Símbols per constel·lacions zodiacals
Els símbols zodiacals tenen més d'una interpretació astronòmica, ja que depenent del context pot ser una constel·lació, un asterisme o un punt del pla de l'eclíptica.
Les publicacions antigues als almanacs sovint incloïen conjuncions d'estrelles i planetes, però per evitar escriure el nom sencer de l'estrella es posava la lletra grega corresponent a l'ordre dins la constel·lació seguit del símbol. Als usos acadèmics moderns, totes les constel·lacions incloent les zodiacals tenen una abreviatura de tres lletres.
Els símbols zodiacals també són de vegades representacions de punts de l'eclíptica, cada símbol representa el primer punt de la constel·lació. Aleshores, ♈︎ és el punt vernal o d'equinocci vernal, i ♋︎ és el solstici d'estiu, etc.
| Zodíac    | Zodíac          | Zodíac                             | Zodíac    | Zodíac              | Zodíac            | Zodíac         | Zodíac |
| Nom       | UAI Abreviatura | Trànsit solar per la constel·lació | Símbol    | Traducció           | Unicode codi      | Unicode imatge |        |
| --------- | --------------- | ---------------------------------- | --------- | ------------------- | ----------------- | -------------- | ------ |
| Àries     | Ari             | 25,5 dies                          | Àries     | moltó               | U+2648 (dec 9800) | ♈︎             |        |
| Taure     | Tau             | 38,2 dies                          | Taure     | bou                 | U+2649 (dec 9801) | ♉︎             |        |
| Bessons   | Gem             | 29,3 dies                          | Bessons   | bessons             | U+264A (dec 9802) | ♊︎             |        |
| Cranc     | Cnc             | 21,1 dies                          | Cranc     | carranc             | U+264B (dec 9803) | ♋︎             |        |
| Lleó      | Leo             | 36,9 dies                          | Lleó      | lleó                | U+264C (dec 9804) | ♌︎             |        |
| Verge     | Vir             | 44,5 dies                          | Verge     | verge               | U+264D (dec 9805) | ♍︎             |        |
| Balança   | Lib             | 21,1 dies                          | Balança   | balança             | U+264E (dec 9806) | ♎︎             |        |
| Escorpí   | Sco             | 8,4 dies                           | Escorpió  | escorpí             | U+264F (dec 9807) | ♏︎             |        |
| Sagitari  | Sgr             | 33,6 dies                          | Sagitari  | centaure arquer     | U+2650 (dec 9808) | ♐︎             |        |
| Capricorn | Cap             | 27,4 dies                          | Capricorn | cabra marina        | U+2651 (dec 9809) | ♑︎             |        |
| Aquari    | Aqr             | 23,9 dies                          | Aquari    | portador de l'aigua | U+2652 (dec 9810) | ♒︎             |        |
| Peixos    | Psc             | 37,7 dies                          | Peixos    | peix                | U+2653 (dec 9811) | ♓︎             |        |

## Altres símbols
Els símbols per als nodes orbitals ja apareixien als textos medievals, tot i que l'ús medieval i modern difereixen; ☊ antigament establert per al node descendent, i ☋ per al node ascendent. En descriure els elements Keplerians d'una òrbita, ☊ sovint s'usava per denominar la longitud de l'eclíptica del node ascendent, encara que és més comú fer servir la lletra grega Ω, la qual va ser originàriament el substitut tipogràfic de l'antic símbol.
Els símbols per a fenòmens astronòmics varen aparéixer per primera vegada als còdexs romans d'Orient. Dels símbols dels cinc fenòmens Ptolemaics, només esmentaren ací aquests tres per tenir encara ús en astronomia: conjunció, oposició i quadratura.
Símbols per un cometa (☄) i una estrella () han estat usats també i publicat a observacions astronòmiques de cometes.
| Altres símbols  | Altres símbols       | Altres símbols    | Altres símbols | Altres símbols |
| Nom             | Símbol               | Unicode codi      | Unicode imatge |                |
| --------------- | -------------------- | ----------------- | -------------- | -------------- |
| node ascendent  | [ 10 ] [ 15 ]        | U+260A (dec 9738) | ☊              |                |
| node descendent | [ 10 ] [ 15 ]        | U+260B (dec 9739) | ☋              |                |
| conjunció       | [ 15 ] [ 16 ]        | U+260C (dec 9740) | ☌              |                |
| oposició        | [ 15 ] [ 16 ]        | U+260D (dec 9741) | ☍              |                |
| quadratura      | [ 15 ] [ 16 ]        | U+25A1 (dec 9633) | □              |                |
| cometa          | [ 15 ] [ 76 ] [ 85 ] | U+2604 (dec 9732) | ☄              |                |
| estrella        | [ 15 ] [ 76 ] [ 85 ] | U+2605 (dec 9733) | ★              |                |